# Kōzan-ji

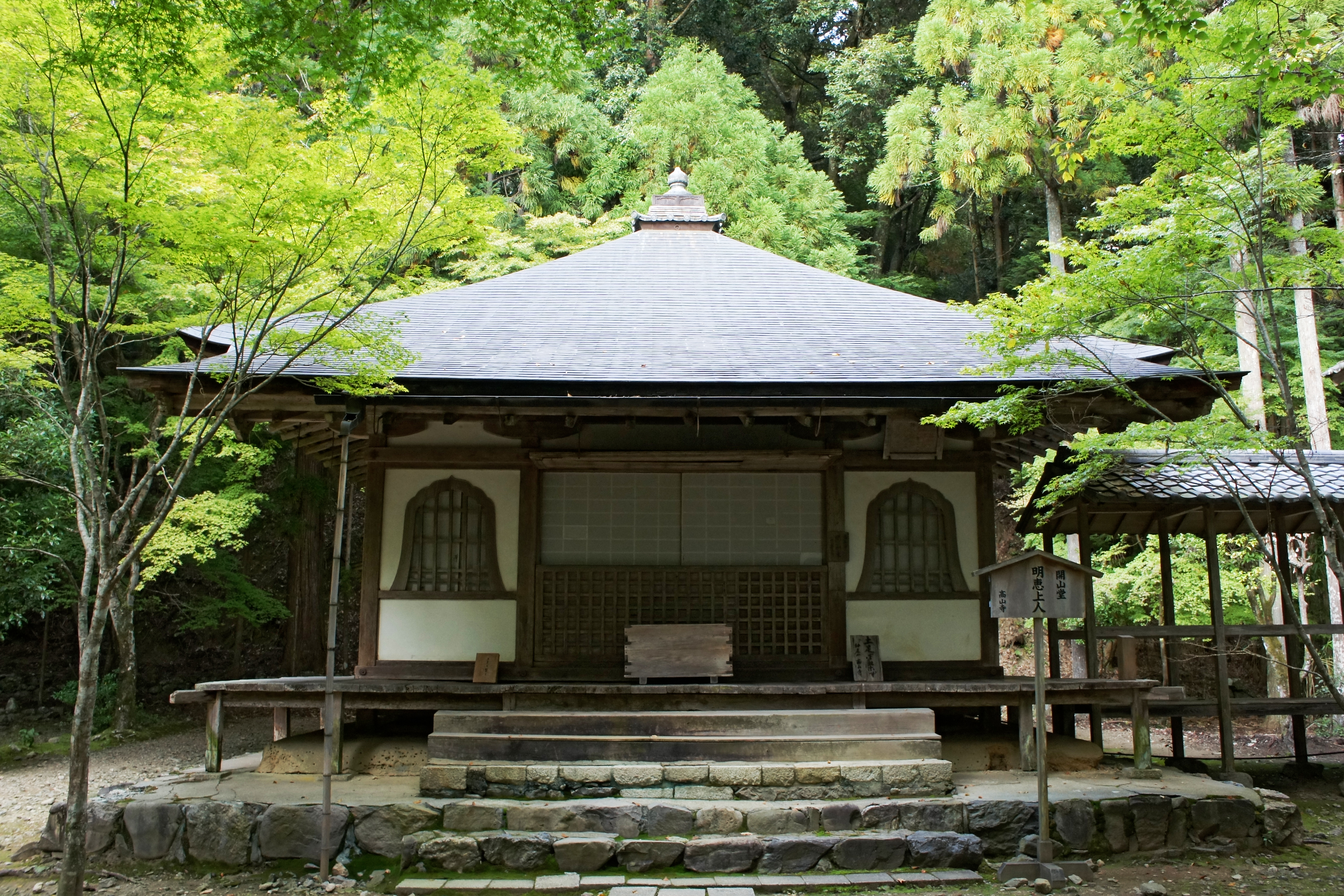
Sala dels fundadors

Kōzan-ji (高山寺), oficialment Toganōsan Kōsan-ji (栂尾山高山寺), és un temple budista de la secta Omuro del budisme Shingon a Umegahata Toganōchō, Ukyō, Kyoto, Japó. També es coneix com a Kōsan-ji i Toganō-dera. Va ser fundat pel monjo Shingon Myōe (1173 – 1232) i té importants tresors i propietats culturals. El Chōjū-jinbutsu-giga, un grup de pintures desl segle xii i XIII es troba entre els tresors culturals més importants de Kōzan-ji. Aquest temple celebra Biyakkōshin, Zenmyōshin i Kasuga Myōjin, com també el culte Shintō. Des del 1994, és Patrimoni de la Humanitat per la UNESCO. "Monuments Històrics de l'Antiga Kyoto".